# Place du Tertre
Place du Tertre je malé náměstí na Montmartru v Paříži, jen pár metrů od kostela Saint-Pierre de Montmartre a baziliky Sacré-Cœur. Náměstí je známé množstvím pouličních malířů a karikaturistů, kteří zde prodávají své výtvory turistům.

## Historie
Place du Tertre je centrem bývalé vesnice Montmartre. Na náměstí se nachází i první radnice Montmartru, která byla v roce 1790 zřízena v domě prvního starosty Félixe Desportese. Na počátku 20. století se zde nacházelo centrum moderního umění. Mnoho umělců, kteří se postupem doby stali světově proslulými, mimo jiné Picasso, Salvador Dalí a Toulouse-Lautrec, bydlelo a pracovalo na tomto náměstí nebo v jeho okolí. Nachází se zde i restaurace À la Mère Catherine, která byla založena v roce 1793.